# Mulgravea detriculata
Mulgravea detriculata är en tvåvingeart som beskrevs av De och Gupta 1995. Mulgravea detriculata ingår i släktet Mulgravea och familjen daggflugor.
Artens utbredningsområde är Bhutan. Inga underarter finns listade i Catalogue of Life.